# Kognitivna obremenitev
Izraz kognitivna obremenitev se uporablja v kognitivni psihologiji in ponazarja obremenitev povezano z izvršilno kontrolo delovnega spomina. Teorije trdijo, da v kompleksnih učnih dejavnostih količina hkrati obdelanih informacij in interakcij lahko bodisi premalo obremeni bodisi preobremeni posameznikov delovni spomin. Vsi elementi morajo biti obdelani, preden se lahko smiselno učenje nadaljuje.
Napotki, izhajajoči iz teorije, so uporabni pri poučevanju učencev pri reševanju problemov, mišljenju in ostalih sposobnostih (vključno z zaznavanjem, spominom, jezikom, itd). Ljudje se učijo bolje, ko lahko gradijo na tem, kar že razumejo (na obstoječih shemah). Več kot se oseba mora naučiti v kratkem času, težje je to informacijo obdelati v delovnem spominu. Primer razlike v kognitivni obremenitvi je razlika pri učenju v maternem jeziku v primerjavi z učenjem v tujem jeziku. Kognitivna obremenitev je veliko višja v drugem primeru, ker morajo možgani ob poskušanju razumevanja nove informacije obenem tudi prevesti jezik.
Eden izmed vidiko teorije o kognitivini obremenitvi je razumevanje, koliko diskretnih enot informacije se lahko ohrani v kratkoročnem spominu, preden se informacije izgubijo.

## Zgodovina
Zgodovina kognitivne teorije obremenitve se lahko izsledili nazaj do začetka kognitivne znanosti in delo GA Miller . Miller je bil morda prvi predlagal naš delovni pomnilnik je bila omejena v svojem klasičnem papirju. Njegovi eksperimentalni rezultati kažejo, da so ljudje lahko le, da imajo sedem plus ali minus in dvomestno število informacij v svojem kratkoročnem spominu. Simon in Chase se uporablja izraz "kos", ki opisuje, kako lahko ljudje organizirajo informacije v svojem kratkoročnem spominu, je za Trganje spominskih elementov je opisana tudi kot shema gradnje.
John Sweller razvil kognitivno teorijo obremenitve (CLT) med študijem reševanje problemov. Med študijem učence, se da rešiti probleme, oni in njegovi sodelavci so ugotovil, da učenci pogosto uporabljajo za reševanje problemov strategijo imenujejo sredstva z deli analize . Predlaga reševanje problemov z deli analize zahteva relativno veliko predelovalne zmogljivosti kognitivnega, ki ne sme biti namenjen gradnji sheme. Namesto reševanja problema, Sweller predlaga Ditaktične oblikovalce omejiti s kognitivno obremenitvijo z oblikovanjem poučevanja materialov, kot so delati-primere, ali cilj brez težav.
Leta 1990 se je kognitivna teorija obremenitev uporabljala v več različnih kontekstih. Empiričnimi izsledki teh študij so privedli do demonstracij več učinkov učenja: dopolnitev, problem učinka; modelnostni učinek ; [ 7 ] [ 8 ] učinek dvojne pozornosti ; [ 9 ] delali, na primer učineka [ 10 ] [ 11 ] in strokovno znanje preobrat učinka . [ 12 ]

## Vrste
Kognitivno obremenitev teorija ima veliko vpliva poučevanja dihanja. Ta teorija ponuja splošni okvir za poučne oblikovalce saj jim omogoča pogoje za učenje, v okolju oziroma na splošno v večini poučne materiale. Natančneje, omogoča empirično na osnovi smernic, ki pomagajo z navodili oblikovalcev za zmanjšanje tuje kognitivne obremeniteve med učenjem in preusmerjanjem pozornost, ki učenca žene proti materialom, povečanje materialov (sheme povezanih) kognitivne obremeniteve. Ta teorija razlikuje med tremi vrstami kognitivnega bremena. Notranjo kognitivno obremenitev, ima tuje kognitivne obremenitve.

### Intrinzična
Intrinzična kognitivna obremenitev je značilna stopnja težavnosti povezana s poučnimi materiali. Izraz sta prva uporabila Chandler in Sweller. Po njuni teoriji imajo vsa navodila sama po sebi težavnost povezano z njimi. Te težavnosti ni dovoljeno spreminjati s strani dajalca navodil. Veliko shem lahko razdrobimo v invidualne podsheme in se učimo z njimi v izolaciji, da jih kasneje spet spravimo skupaj in opišemo kot kombinirano celoto.

## Merjenje
Paas in van Merriënboer razvila konstrukt (znan kot relativna učinkovitost stanja), ki pomagajo raziskovalcem in zaznavajo duševni napor, indeks kognitivnega bremena. Ta konstruktor omogoča relativno enostavno sredstvo za primerjavo poučevanja pogojev. Združuje duševne ocene napora pri uspešnosti rezultatov. Skupina pomeni z rezultati, da so nasičenost in se lahko primerja z enosmerno analizo variance (ANOVA).
Paas in van Merriënboer uporablja relativno učinkovitost pogoj za primerjavo treh navodili pogoje za (delalti primere, dokončanje težave in odkrivanje praks). Ugotovili so učenci, ki so raziskovali primere so delali najbolj učinkovito, sledijo tisti, ki uporabljajo strategije problem dokončanja. Od začetka tega študija so mnogi drugi raziskovalci uporabljali te in druge konstrukte za merjenje kognitivno obremenitev,ki se nanašajo na učenju in pouku.
Ergonomski pristop poskuša količinsko nevrofiziološke izraz kognitivnega bremena, ki se lahko merijo s skupnimi instrumenti, na primer z uporabo srčnega utripa - krvni tlak . izdelki (RPP), kot merilo za take kognitivne in fizične obremenitve pri delu so prepričali, da je bo mogoče uporabiti RPP ukrepe za določitev meje na delovnih obremenitev in za vzpostavitev delovnega dodateka.

## Individualne razlike v procesni zmogljivosti
Dokaz je bilo, da posamezniki sistematično razlikujejo njihove predelovalne zmogljivosti. Niz poskusov, podpirajo in domevajo, da vsak posameznik ima stalno zmogljivosti za obdelavo informacij, ne glede na naloge, ali bolj natančno, ne glede kaj posameznik uporablja pri reševanju dane naloge. Naloge v razponu od spominjanja preproste sezname, sezname dopolniti z določeno konstantno in enostavno aritmetično.Individualne razlike v capaciteti evidence procesa je bilo, da posamezniki sistematično razlikujejo njihove predelovalne zmogljivosti. Serija poskusov podpirajo domnevo, da vsak posameznik ima stalno zmogljivosti za obdelavo informacij, ne glede na naloge, ali več natančno, ne glede na procese posameznik uporablja pri reševanju dane naloge. Naloge v razponu od spominjanja preproste sezname, sezname dopolniti z določeno konstantno in enostavno aritmetično.
Prepoznavanje obdelave zmogljivosti posameznikov je lahko zelo koristno pri nadaljnjem prilagajanju poučevanja (ali napovedovanje obnašanja) posameznikov. Zato bi nadaljnje raziskave očitno bile zaželene. Najprej je bistveno za izračun obremenitve pomnilnika, ki jim ga nalaga podrobno analizo procesov, ki se uporabljajo. Po drugi strani je nujno zagotoviti, da posamezni subjekti dejansko uporabljajo te procese. Slednje zahteva intenzivno predhodno usposabljanje
prepoznavanje obdelave zmogljivosti posameznikov je lahko zelo koristno pri nadaljnjem prilagajanju poučevanja (ali napovedovanju obnašanja) posameznikov. Zato bi nadaljnje raziskave bile očitno zaželeno. Najprej je bistveno za izračun obremenitve pomnilnika, ki nalaga podrobno analizo procesov, ki se uporabljajo. Po drugi strani je nujno zagotoviti, da posamezni subjekti dejansko uporabljajo te procese. Slednje zahteva intenzivno predhodno usposabljanje.

## Učinki težke kognitivne obremenitve
Nekateri so:
- Napaka
- Temeljne avtorske napake

## Posebne izdaje znanstvenih revij na temo teorije kognitivne obremenitve
- Educational Psychologist, vol. 43 (2008)
- Applied Cognitive Psychology vol. 20(3) (2006)
- Applied Cognitive Psychology vol. 21(6) (2007)
- ETR&D vol. 53 (2005)
- Instructional Science vol. 32(1) (2004)
- Educational Psychologist vol. 38(1) (2003)
- Learning and Instruction vol. 12 (2002)

Za ergonomijo standardi glej:
ISO 10075-1:1991 Načela ergonomskega povezana z duševnim obremenitve - 1. del: Splošne določbe in opredelitev pojmov
ISO 10075-2:1996 Načela ergonomskega povezana z duševnim obsega dela - 2. del: Načela načrtovanja
ISO 10075-3:2004 Načela ergonomskega povezana z duševnim obremenitev - 3. del: Osnove in zahteve glede metode za merjenje in ocenjevanje duševno obremenitev
ISO 9241 Ergonomija človekovih interakcij sistema